# Natación en los Juegos Olímpicos de Londres 2012 – Maratón 10 kilómetros masculino
El evento de maratón 10 kilómetros masculino de natación olímpica en los Juegos Olímpicos de Londres 2012 tuvo lugar el 10 de agosto en el  Lago Serpentine en el Hyde Park en el que participarán 25 nadadores.

## Récords
RM=Récord mundial
RO=Récord olímpico

## Resultados
| Rank              | Atleta                    | Nación               | Tiempo    | Tiempo atrás | Notas |
| ----------------- | ------------------------- | -------------------- | --------- | ------------ | ----- |
| Medalla de oro    | Oussama Mellouli          | Túnez (TUN)          | 1:49:55.1 |              |       |
| Medalla de plata  | Thomas Lurz               | Alemania (GER)       | 1:49:58.5 | +3.4         |       |
| Medalla de bronce | Richard Weinberger        | Canadá (CAN)         | 1:50:00.3 | +5.2         |       |
| 4                 | Spyridon Gianniotis       | Grecia (GRE)         | 1:50:05.3 | +10.2        |       |
| 5                 | Daniel Fogg               | Reino Unido (GBR)    | 1:50:37.3 | +42.2        |       |
| 6                 | Sergey Bolshakov          | Rusia (RUS)          | 1:50:40.1 | +45.0        |       |
| 7                 | Vladimir Dyatchin         | Rusia (RUS)          | 1:50:42.8 | +47.7        |       |
| 8                 | Andreas Waschburger       | Alemania (GER)       | 1:50:44.4 | +49.3        | Aviso |
| 9                 | Petar Stoychev            | Bulgaria (BUL)       | 1:50:46.2 | +51.1        |       |
| 10                | Alex Meyer                | Estados Unidos (USA) | 1:50:48.2 | +53.1        |       |
| 11                | Julien Sauvage            | Francia (FRA)        | 1:50:51.3 | +56.2        |       |
| 12                | Hercules Troyden Prinsloo | Sudáfrica (RSA)      | 1:50:52.9 | +57.8        | Aviso |
| 13                | Erwin Maldonado           | Venezuela (VEN)      | 1:50:52.9 | +57.8        |       |
| 14                | Igor Chervynskiy          | Ucrania (UKR)        | 1:50:56.9 | +1:01.8      |       |
| 15                | Yasunari Hirai            | Japón (JPN)          | 1:51:20.1 | +1:25.0      | Aviso |
| 16                | Brian Ryckemann           | Bélgica (BEL)        | 1:51:27.1 | +1:32.0      |       |
| 17                | Valerio Cleri             | Italia (ITA)         | 1:51:29.5 | +1:34.4      |       |
| 18                | Csaba Gercsák             | Hungría (HUN)        | 1:51:30.9 | +1:35.8      |       |
| 19                | Arseniy Lavrentyev        | Portugal (POR)       | 1:51:37.2 | +1:42.1      |       |
| 20                | Ky Hurst                  | Australia (AUS)      | 1:51:41.3 | +1:46.2      |       |
| 21                | Ivan Enderica             | Ecuador (ECU)        | 1:52:28.6 | +2:33.5      |       |
| 22                | Yuri Kudinov              | Kazajistán (KAZ)     | 1:52:59.0 | +3:03.9      |       |
| 23                | Francisco Hervás          | España (ESP)         | 1:53:27.8 | +3:32.7      |       |
| 24                | Mazen Metwaly             | Egipto (EGY)         | 1:54:33.2 | +4:38.1      | Aviso |
| 25                | Benjamin Schulte          | Guam (GUM)           | 2:03:35.1 | +13:40.0     |       |